# Marshochoerus
Marshochoerus — вимерлий рід свиновидих. Скам'янілості представляють міоцен США (6 колекцій). Вид: Marshochoerus socialis.